# Морогоро
Морогоро (свах. Morogoro) је главни град региона Морогоро у Танзанији. Налази се на истоку Танзаније и има 209.058 становника (попис 2002), тако да је био пети град по броју становника у Танзанији. Налази се на висоравни у подножју планине Улугуру, на надморској висини око 500 m изнад нивоа океана. Удаљен је око 190 км западно од Дар ес Салама и Индијског океана. Најзначајнија делатност је пољопривреда, а у граду се налази и агрономски факултет.

## Градови побратими
- ШВЕ Линћепинг, Шведска
- ФИН Васа, Финска
- САД Милвоки, САД[2]